# 中山秀征
中山 秀征（なかやま ひでゆき、1967年〈昭和42年〉7月31日 - ）は、日本のタレント、司会者、俳優（活動休止中）、元お笑いタレント。ワタナベエンターテインメント所属。愛称はヒデちゃん、ヒデさん。
群馬県藤岡市出身。藤岡市立神流小学校→藤岡市立北中学校（3年の2学期まで）→川崎市立柿生中学校（3年の3学期のみ）。妻・白城あやか（元宝塚歌劇団星組トップ娘役）との間に4人の息子がいる。長男の中山翔貴は2022年4月に俳優として芸能界デビューした。

## 来歴
実家は工場「中山縫製」を経営していた。中山も少年時代に永谷園のお茶漬けの袋詰を手伝った事がある。当時工場ではラジオをつけ、流行歌や歌謡曲をBGMにした状態で従業員が仕事をしていた。中山は工場の休憩時間に殿さまキングス、フィンガー5、御三家（橋幸夫、舟木一夫、西郷輝彦）、石原裕次郎らの歌を歌い、従業員に握手して回るなど歌手の真似事をしていた。
芸能界への憧れを抱いたのは5歳の頃。両親に連れられ訪れた遊園地「カッパピア」で行われていたフィンガー5のイベントを観覧した際のこと。客席の子どもたち数名がステージにあがってメインボーカルの晃と一緒に歌えるコーナーが設けられ、中山も受付に向かったがちょうど自身の前で締め切られて悔しい思いをした。その時に「客席で熱狂するより、ステージに立ちたい」と自覚したという。
小・中学校時代には、“芸能人野球大会で活躍したいから”という理由で野球を始め、“アクションも出来るように”という理由で器械体操、“カッコよくサインを書くために”という理由で書道も習った。中学時代には友人と共にたのきんトリオを真似た『クソガキトリオ』を結成。当時、大人気だった田原俊彦が衣装に取り入れていたレッグウォーマーを母に頼んで作って貰って着用した。この頃には既に自身のサインを考え、同級生らに「必ず価値が出るから」と渡して回った。また、「将来、写真週刊誌「FOCUS」などに過去の自分が掲載されるのは嫌だ」という理由で女子生徒との2ショット写真を撮らないよう、注意を払って生活していた。
その後俳優を志し、母を説得した末に東京近郊の高校へ進学するため、中学3年の3学期から神奈川県川崎市の中学校へ転校した。知人や学校の教師の家に下宿しながら数々の芸能事務所のオーディションを受け続けた。当時周囲につけられたニックネームは「グンマ」だったという。本人は15歳で上京した理由について「自分でもわからない」「無鉄砲だった」と振り返っている。また、下宿先では周囲との関係が上手くいかず、自死を意識したこともあると語っている。TBSの「欽ちゃんの週刊欽曜日」から風見しんごが番組卒業するとして行われた後釜のオーディションで最後の一人まで残ったが、風見がそのまま続投することになったため、欽ちゃんファミリー入りは成らなかった。
1984年、渡辺プロダクションの新人募集オーディションに歌手として合格。なお、当時中山はナベプロを含め複数の芸能事務所に合格しており、その中にはジャニーズ事務所も含まれていた。しかし中山は先に合格の連絡が来ていたことを理由にナベプロを選択し、ジャニーズ事務所には丁重に断りを入れていた旨を語っている。ナベプロ入所後には「歌も芝居もいまいち（本人談）」だったため、当時のマネジャーに「歌や芝居は、バラエティーで天下をとれたら全部やれる」と言われ、藁をもつかむ思いでバラエティ路線を選ぶ事になり、若手お笑いタレントグループ「BIG THURSDAY（ビッグサースデー）」の第1期生として参加（同期には後に『ホンジャマカ』として活動する石塚英彦がいたほか、のちに放送作家となった者などがいた）。その後、恵俊彰などが加入する。
1985年、同プロダクションの松野大介（現在は小説家）とコンビ『ABブラザーズ』を結成した。同年、フジテレビ『ライオンのいただきます』のアシスタントとしてレギュラー出演。アイドルのルックスを兼ね備えた中山は一気に人気者となった。特に女子中高生らからの人気は凄まじく、生放送の行われていたスタジオアルタで出待ちする少女たちの姿が頻繁に見受けられた。当時中山が住んでいたのは国立市にあった渡辺プロの寮であり電車で往復していたが、ファンが大挙して中山のあとを追い、寮までついていってしまうこともしばしばあったという。
同年10月からニッポン放送にて『ABブラザーズのオールナイトニッポン』（1985年10月 - 1987年7月）を担当し、同性からの支持も集めた。
また、コンビでの活動のみに留まらず、単独でもドラマや映画で主演を務め、アイドル雑誌の表紙を飾ることもあった。1986年9月には念願だったレコードデビューも果たした。
しかし『いただきます』を降板した1989年を境にABブラザーズの人気は低下した。俳優活動やタレント業に力を入れたいと考えてた中山は、お笑い芸人として一貫したいと主張する松野との間に溝を感じ始めた。コンビとしての活動はぎこちなくなり、お笑い番組やライブに出演する機会も激減し、披露するネタも尽きた。
芸能活動の方向性に悩む中山に対して当時のマネジャーは「コンビとしての負けを認めろ。その代わり、お前はこれから1人で戦っていけるから。芝居や音楽も含めて、バラエティとにかく頑張れ」とアドバイスをした。これ言葉を切っ掛けに、中山は単独での仕事にシフトし、ABブラザーズとしての活動は自然消滅する。1998年に松野は、この時期の中山との関係をモチーフとして自伝的小説『芸人失格』（幻冬舎）を執筆する。
1991年にはフジテレビ『東京ラブストーリー』、TBS『デパート!夏物語』などの人気テレビドラマにバイプレイヤーとして参加。また、1992年から、日本テレビ『DAISUKI!』にレギュラー出演するようになる。松本明子や飯島直子らと交わす和気あいあいとした軽妙なトークと街歩き企画が視聴者の支持を集め、深夜番組であるにもかかわらず最高視聴率14.7%（ビデオリサーチ調べ、関東地区）という数字を記録する程の人気番組となる。1994年にはドラマ『静かなるドン』への主演、翌年には音楽番組『THE夜もヒッパレ』（共に日本テレビ）への出演など多方面で活躍した。
1995年にはプロボウラーを目指しプロテストも受験するが、スコアが伸び悩み不合格となった。
1998年6月、元宝塚歌劇団娘役の白城あやかと結婚し、明治神宮で挙式をした。ちなみに白城との交際や結婚を最初に報じたのは写真週刊誌「FOCUS」であり、見出しには「お姫様と平民の結婚」と書かれていた。
1999年、飯島愛とのコンビでフジテレビ『ウチくる!?』が放送開始（飯島引退後は久保純子、その後中川翔子とのコンビに）、2005年秋には日本テレビ『ラジかる!!』の総合司会を担当し、関東ローカルながら久々に平日の帯番組を持つことになった（金曜日を除く）。中山をはじめとする出演者の自由な雰囲気でのトークやタカアンドトシ、ザ・たっちなど若手芸人の出演もあって夕方ながら高視聴率を叩き出す人気番組に成長する。翌年の春には『ラジかるッ』に改題して昼前の枠に移動し、視聴率10%を超えたこともあった。下記のように否定的な評価が目立った80年代から90年代と異なり時代が尖った笑いから、「雰囲気作りのうまさ」や「人を傷つけない笑い」が高評価されるように変化した事もあり、この頃から業界や芸人内での中山への評価は好意的なものに変わっていく。
2008年（平成20年）12月10日、出身地である群馬県の宣伝を行う「ぐんま大使」に井森美幸とともに任命される。
2009年3月30日から『ラジかるッ』・『おもいッきりイイ!!テレビ』の流れを汲み、統合された新番組『おもいッきりDON!』の総合司会に就任し、みのもんたに代わる日本テレビのお昼の顔となった。同年秋改編で第1部の総合司会をビビる大木と岡田圭右（ますだおかだ）に譲り、第2部の総合司会に専念するようになる。2010年3月26日で『おもいッきりDON!』としては終了し、同年3月29日より『DON!』にリニューアルされた。2011年3月25日で『DON!』は終了し、代わって同年4月3日から放送開始した日曜朝8・9時台の『シューイチ』の総合司会に起用された。

## 人物
テレビでの活動にとどまらずYouTube番組への出演、演劇への出演や昭和歌謡などをカバーする『ヒデライブ』などの活動も度々行っている。

### 交流関係
事務所の先輩である松本明子とは公私に渡り交友関係にあり、失言により謹慎していた松本を励ましバラエティー班に誘ったのが中山であった。
若手時代にABブラザーズの前座を務めた経験がある爆笑問題とも共演の機会が多い。
木村祐一とも親交が深い。
中山と同じ群馬県出身のタレント・井森美幸と共に群馬県のPRを務める「ぐんま大使」を務めている。
第30回ベスト・ファーザー イエローリボン賞、芸能部門受賞。また、妻が元宝塚歌劇団トップ娘役だったこと等が縁となり、数々のタカラジェンヌと公私にわたって交流がある。2007年、舞台『SHOW店街組曲』で真琴つばさと共演し、2014年9月17日放送の『タイムショック』にゲストとして遼河はるひが出演する等、自身のレギュラー番組でタカラジェンヌがゲストとして出演することも多い。また、2014年6月19日放送のNHK-BSプレミアム『宝塚歌劇 華麗なる100年〜スターが語る夢の世界〜』でも司会を務めた。
フジテレビ『殿様のフェロモン』で共演した今田耕司とは番組に対する受け取り方の違い（詳しくは殿様のフェロモン#今田耕司と中山秀征をめぐるエピソードを参照）により反りが合わなかったが、2011年に共通の飲み仲間である松尾陽介（元ザブングル）の仲介により和解した。
吉田栄作とは挨拶が無視されたのをきっかけに初対面から2年間は不仲であったが、お互いに矢沢永吉のファンだという事が判明してからは打ち解けている。
後輩ではふかわりょうと仲がいい。ふかわが音楽活動を拡大していくか悩んでいた時に中山が「お笑いだけを極めるのは芸人としてもちろんかっこいいが、お笑いだけでなくオールマイティーに活動していくことも芸能界で生き残っていくためには重要」と背中を押したという。
大人になって以降も野球では熱心な読売ジャイアンツのファンであり、多くの球界関係者との交流がある。
志村けんを「師匠」と呼ぶ程慕っており、番組で共演したり、2000年からは誕生日会の幹事を務めるなど公私ともに交流があった。

### 趣味・特技
俳優では石原裕次郎や渡哲也に憧れていた。
業界用語（ズージャ語）を使う事を得意としており、度々披露している。
兄の影響で始めた書道に関しても度々腕前を披露している。2024年には地元・群馬県藤岡市にて個展を開催した。
野球好きが高じて草野球チーム『ジェットキッズ』を結成した。
喫煙者であり、50歳になってからは電子タバコに変えた。禁煙はしたいものの踏ん切りがついていないと語っている。

### 評価
上述のような理由で芸能界入りし複雑な経緯で活躍の仕方が変わったため、自身の職業を「歌手でも俳優でもお笑いでもない」とし「テレビタレント」と名乗っている。また、太田光はそんな中山の才能を認めたうえで「苦労人」と評している。
『ライオンのいただきます』で司会を務めた小堺一機は中山の事を「芸能界に向いている」「好奇心があったから」「今のままで全然いい、自分の椅子を確立している」と評価している。
自身の芸能界における立ち位置については「子供のころからお調子者で、テレビの中の楽しそうな雰囲気に憧れたんです。だから、芸を極めるとかではなく、生放送にもうまく反応し続けて、何だか楽しそうな番組だなって雰囲気作りをすることが、僕の持ち味だと思ってきました」と語っている。
愛想の良さ、誰に対しても気さくな性格が高く評価されており、ファンおよびスタッフや共演者に親切に接する姿が報じられた事もある。
お笑い第三世代が台頭する以前はABブラザーズは関東の若手お笑い芸人代表格の一組として扱われており、それに対する違和感からダウンタウン、今田耕司、東野幸治といった主に関西勢の芸人からは敵視されていた。
ナンシー関には「なまぬるいバラエティー番組全盛の状況が産んだスター。テレビを見ている私には全く関係のない『（芸能界内の）しがらみ・関係性・その他諸事情』のみでスムーズに回っているブラウン管の中の和気あいあい。中山秀征はこれらの象徴的存在だ」とコラムで言われていた。中山はこういった批判を「悪評も評価のうち」と自らを鼓舞し、そのスタイルと芸風を貫いた。
ダウンタウンとはABブラザーズ時代に出演した『新春!爆笑ヒットパレード』程度しか共演がなく、その回でのスタッフとの行き違いが発端でダウンタウンとの不仲説が流れたほか、松本人志の著書『遺書』（1994年、朝日新聞社）には「レギュラー番組を十数本持ったことを自慢していたタレント」を批判する文章が掲載されており、その人物が中山の事ではないかと一部で囁かれ共演NG説まで流れていた。ただし、中山によると実際はダウンタウンとは不仲ではなく、行きつけの店が同じであることもありプライベートでは挨拶を交わす間柄であるという。なお、中山は前述のお笑い第三世代の台頭を「絶対に勝てるわけがないと思った」、中山自身の台頭を「自分の意図しないところで人気者になってしまい、必死になって努力したが、ABブラザーズとしてのコンビとしての敗北を認めることで少し自分は変わった」と回想し、その思いをゲスト出演した『ホンネ日和』で中山の友人であり、松本とも友人関係にある木村祐一に漏らしている。また、YOUはこの事実を知り「そんな苦悩を抱えていたとは知らなかった」と驚いた旨を述べた。
前述の通り、番組に対するスタンスの違いが生じた今田は、のちに考えを改め「『ラジかるッ』はむちゃくちゃ面白い番組だったのに、なんで終わったんだろうね」「いま考えたら、あの当時（『殿様のフェロモン』の頃）からテレビのことをわかってたのはヒデさんだった。今の自分だったら理解できるけど、あの当時はまったく理解できてなかったんだよ」「『あのときの俺は間違ってた』って今はハッキリ思う」「当時いちばんスターの秀ちゃんが、いちばん被害を受けたと思う。ほんまに申し訳ないとしか言いようがない」と反省の弁を述べている。
単独での活動に移行した直後は度々関西の番組にゲスト出演し、上岡龍太郎、桂三枝、島田紳助、やしきたかじんと共演して可愛がられた。特にたかじんは中山を批判したタレントに対して「ヒデのどこがアカンねん! お前、中山秀征の何が分かっとんねん!」と反論していた。

## エピソード
自身が番組でゲストを迎える時の接し方は「わが家に呼ぶのと一緒」と語っている。
「どんなときでも態度を変えないこと」が自身が長く活躍できた理由であったと述べており「少し売れると態度が変わり、落ちていく人をたくさん見た。僕は後輩に教えられることは特にないですが、（態度を変えないことを）やめなかったから、チャンスが回ってきたんだと思います」と語っている。祖母からは「実るほど頭を垂れる稲穂かな」と謙虚でいることの大切さを説かれたという。
自身のスタンスは「聞く耳は持つけれど鵜呑みにはせず、批判は受けるが迎合せず我が道を行く」であると語っている。
子育てで大事にしていることとして「うちはうち、人は人」「その家族のルールというものを自信を持って作っていくこと」と語っている。
芸能界デビューした頃は出身地の話をしないタレントも多くいたが、当時から中山や井森は群馬出身であることを積極的に話題にしていた。
違法薬物の存在および薬物乱用を「とにかく一度でも手を出してはいけない」「薬物を買うことで自分だけではなく社会を破壊していくと言うことになりますね」と批判しており、自身が出演している情報番組でも薬物事件の話題が取り扱われるほか、ラジオ番組でも麻薬取締官をゲストに招き違法薬物の危険性を啓蒙した。2019年に所属タレントや社員に向けて同様の内容を啓蒙したコンプライアンスセミナーも受講している。なお、過去に違法薬物に関連する飛ばし記事をスポーツ新聞に書かれたことがある旨をゲスト出演した『太田上田』（中京テレビ）で語っている。
お笑い芸人による闇営業問題については「会社を通せば会社の責任だけど、個人で受けたら個人の責任になっちゃう」「何のために（芸能事務所に）所属しているかっていうことを、改めて考えるべきではないかなと思います」と警告している。

## 出演

### テレビ
レギュラー番組
情報ジャンル
| 期間                       | 期間                       | 番組名                                            | 役職                                     |
| -------------------------- | -------------------------- | ------------------------------------------------- | ---------------------------------------- |
| 1992年4月                  | 1994年9月                  | OH!エルくらぶ（テレビ朝日）                       | MC                                       |
| 1993年                     | 1996年3月                  | サラリーマン・アワー 平成のオキテ（名古屋テレビ） | レギュラー出演                           |
| 1995年4月                  | 1995年9月                  | お菓子好き好き（テレビ東京）                      | MC                                       |
| 1995年4月21日              | 1996年3月12日              | 解禁テレビ → 噂の!解禁スタジオ（日本テレビ）      | MC                                       |
| 2002年10月                 | 2006年9月                  | 奇跡の扉 TVのチカラ（テレビ朝日）                 | MC                                       |
| 2005年10月3日              | 2006年3月30日              | ラジかる!!（日本テレビ）                          | 司会                                     |
| 2006年4月3日               | 2009年3月27日              | ラジかるッ（日本テレビ）                          | 司会                                     |
| 2009年3月30日              | 2010年3月26日              | おもいッきりDON!（日本テレビ）                    | 司会                                     |
| 2010年3月29日              | 2011年3月25日              | DON!（日本テレビ）                                | 司会                                     |
| 2010年11月                 | 2011年7月                  | くらべるくらべらー（毎日放送）                    | プレゼンター（研究員）でのレギュラー出演 |
| 2011年4月3日               | 現在                       | シューイチ（日本テレビ）                          | 司会                                     |
| 2012年度前期・2013年度前期 | 2012年度前期・2013年度前期 | 仕事ハッケン伝（NHK総合）                         | MC                                       |

バラエティ・クイズ・音楽関連・ドキュメンタリージャンル・その他
- クイズ!年の差なんて（1988年10月 - 1994年9月、フジテレビ）
- 芳村真理のTVトレンディ（1989年10月 - 1990年3月、テレビ東京） - MC（アシスタント）
- 上岡龍太郎のもうダマされないぞ! → 上岡龍太郎にはダマされないぞ!（1990年2月4日 - 1996年10月6日、フジテレビ）
- クイズ!!ひらめきパスワード（1991年1月6日 - 1992年3月29日、毎日放送）
- トキメキ応援TV（1991年4月 - 1992年3月、テレビ東京）
- カモナ マイハウス（1991年10月6日 - 1992年9月、フジテレビ）
- 邦ちゃんのやまだかつてないテレビ（1991年10月 - 1992年3月25日、フジテレビ）
- 島田共和国（1992年4月 - 9月、TBS）
- ZUKE ZUKE チャンネル（1992年4月 - 1993年9月、テレビ東京）
- うれしたのし大好き（1992年4月3日 - 1993年4月2日、フジテレビ）
- ダウトをさがせ!（1992年4月9日 - 1993年9月23日、毎日放送）
- ヒューヒュー（1992年10月3日 - 1993年7月17日、日本テレビ）
- DAISUKI!（1992年10月10日 - 2000年3月25日、日本テレビ） - MC
- M10（1992年10月19日 - 1993年10月1日、テレビ朝日） - MC
- 世界まる見え!テレビ特捜部（1993年 - 2003年、日本テレビ）
- おちゃのこサイサイ（1993年5月5日 - 9月15日、TBS）
- TVおじゃマンボウ（1993年7月24日 - 2006年3月25日、日本テレビ） - MC
- お熱い夜をあなたに（1993年10月 - 1995年3月、フジテレビ）
- KISS×KISS（1993年10月7日 - 1994年9月、テレビ朝日） - MC
- チャレンジ大魔王（1993年10月16日 - 1994年3月19日、TBS）
- 殿様のフェロモン（1993年10月16日 - 1994年3月26日、フジテレビ） - MC
- もっと過激にパラダイス（1993年10月25日 - 1994年3月、NHK BS2） - MC
- スポーツ100万倍（1994年4月5日 - 1995年3月17日、NHK総合） - MC'[69]
- 金曜玉手箱 → 金之玉手箱（1995年1月6日 - 1998年3月27日、テレビ朝日） - MC
- THE夜もヒッパレ（1995年4月15日 - 2002年9月21日、日本テレビ） - MC
- 中山秀征の写せっ!（1996年10月 - 1997年3月、フジテレビ） - 中山写真館館長（MC）
- クイズ!歌うぞ音楽王（1996年4月15日 - 9月9日、フジテレビ） - MC
- 大発見!恐怖の法則（1996年10月15日 - 1997年9月9日、朝日放送） - MC
- トロトロでいこう! → Oh!トロトロでいこう!（1997年10月12日 - 1998年9月27日、フジテレビ） - MC
- そう快!ヒデタミン（1998年10月 - 1999年3月28日、フジテレビ） - MC
- 禁断!ハダカの王様（1998年10月12日 - 1999年3月8日、テレビ朝日） - MC
- ジパング大決戦!（1998年10月22日 - 1999年2月25日、毎日放送） - MC
- フライデーナイトはお願い!モーニング（2000年4月8日 - 2001年9月30日、テレビ岩手） - MC
- タイムショック21（2000年10月16日 - 2002年6月17日、テレビ朝日） - MC
- ブラウンさん（2001年4月5日 - 2002年3月28日、日本テレビ） - MC
- ポカポカ地球家族（2002年10月5日 - 2007年9月29日、テレビ朝日） - MC
- 中山道（2004年4月1日 - 2004年9月30日・2005年4月7日 - 2005年9月29日、テレビ東京） - MC
- 芸能人専用タクシー し〜たく（2005年4月6日 - 9月28日、テレビ東京） - MC
- 手紙バラエティ 三丁目のポスト（2007年7月2日 - 2008年3月17日、テレビ大阪） - MC
- オジサンズ11（2008年4月28日 - 9月8日、日本テレビ）
- ほこ×たて（2011年1月17日 - 2013年10月20日、フジテレビ）
- バカなフリして聞いてみた（2011年4月19日 - 9月13日、日本テレビ） - MC
- スピード査定バラエティ　カラクリマネー（2012年6月10日 - 8月5日、日本テレビ） - MC
- 発見!なるほどレストラン 日本のおいしいごはんを作ろう!（2015年4月15日 - 2016年3月15日、フジテレビ）
- ウチくる!?（1999年4月4日 - 2018年3月25日、フジテレビ） - MC
- 静岡ダイスキTV (2019年7月11日 - 2020年9月24日、静岡第一テレビ)
- 中山秀征の楽しく１万歩！小京都日和 → 街道びより（BS11）
- ジモトに乾杯！居酒屋秀ちゃん（2021年11月20日 - 、JCOM） - 地域密着トークドキュメンタリー。「居酒屋秀ちゃん」大将 役[70][71]
- 昭和歌謡パレード（2022年10月5日 - [72]、BSフジ） - MC

特番
現在
- 24時間テレビ 「愛は地球を救う」（1994年8月20日・21日・2022年8月27日 - 、日本テレビ）- 番組パーソナリティー→「24時間もヒッパレ!」MC→「シューイチ」MC
- クイズ・ドレミファドン!（1995年1月1日 - 、フジテレビ） - MC
- 年忘れにっぽんの歌（2006年12月31日 - 、テレビ東京）- 司会
- 平野レミの早わざレシピ（2015年12月29日 - 、NHK総合）- 一部進行
- オリンピック 中継（2021年7月24日 - 、J:COM） - MC
- 高嶋ちさ子のザワつく!音楽会（2022年12月25日 - 、テレビ朝日）
- 中山秀征の驚きシニア脳の秘密（2024年1月20日 - 、テレビ東京） - MC
- 中山秀征の発見!脳の底力（2024年4月6日 - 、テレビ東京） - MC
- 中山秀征のハッピープレゼントSHOW（2025年3月31日 - 、J:COM）- MC[73]

過去
- 欽ちゃんの全日本仮装大賞（1993年1月1日 - 1997年5月24日、日本テレビ） - 審査員[74]
- 新春かくし芸大会（1994年1月1日 - 2010年1月1日、フジテレビ） - 司会（10年のみ）
- 2年越し!超超興奮!仰天"生"テレビ!!（1995年1月1日、日本テレビ）- 「DAISUKI!」司会
- 超豪華特別版!最強音楽クイズ大爆笑編 イントロからボウズめくりまで笑えるものまであれば笑えないものもありますスペシャル!（1995年5月、フジテレビ） - 司会
- 第37回日本レコード大賞（1995年12月31日、TBS）- 司会
- 信ジラレナイ99連発（1996年3月12日 - 2002年8月24日、日本テレビ） - MC
- クイズ!年の差なんて ガンガンスペシャル（1996年4月4日、フジテレビ） - MC
- 晴れ着でドンチャカ!（1997年1月3日 - 1999年1月3日、フジテレビ）- 司会
- 中山秀征&篠原涼子 おいしい韓国まるかじり!!（1998年2月、テレビ朝日）
- スターどっきり(秘)報告（1998年3月26日 - 9月28日、フジテレビ） - キャップ
- お正月特別番組!!朝まで玉つき爆笑バトル!! （2000年1月3日、テレビ朝日） - 司会
- 芸能生活20年 中山秀征 夢のハワイ旅&(秘)結婚初体験SP!（2001年5月20日、テレビ朝日）
- 秀ちゃん・ウッチーの2001スポーツ好珍プレーベスト100 泣いた!笑った!感動した!（2001年12月31日、フジテレビ） - 司会
- 新春湯けむり生中継!!（2002年1月1日 - 2004年1月1日、テレビ朝日） - 司会
- 美女大集合 玉つきだ!秀ちゃんのビリヤードバトル2002（2002年1月2日、テレビ朝日） - 司会
  - 中山秀征の年忘れ!!女だらけのビリヤードバトル!! （2006年12月27日、テレビ朝日） - 司会
- スーパースペシャル（日本テレビ）
  - スター(秘)過去大暴露ショウ（2002年2月2日） - 司会
  - 奇跡の大出産&ビックリ家族大集 （2003年6月7日） - 司会
- 超お買い得物件グッズ! ザ・ゴージャス不動産（2002年3月31日、日本テレビ） - 司会
- クイズタイムショック（2002年8月31日 - 2022年9月21日、テレビ朝日） - MC
- 杉良太郎vs中山秀征のオレが韓国通だ!スペシャル（2002年9月28日、日本テレビ）
- スイスペ!（テレビ朝日）
  - 美味特選!旬のアツアツ鍋料理の旅（2003年2月26日） - 司会
  - この寿司がすごい!もう一度行きたい寿司の名店（2004年3月10日） - 司会
- ギャラ現金つかみ取り 朝まで宴会歌合戦!!（2003年12月29日 - 2005年12月29日、テレビ朝日） - 司会
- 下町グルメ下町探検ツアー（2004年2月15日 - 2005年7月17日、テレビ朝日） - 探検隊員
- 南半球楽園レポート いつかは住もうオーストラリア（2004年2月21日、テレビ朝日）
  - 世界(得)番 ツアーじゃ教えない!!華の都 裏パリ情報（2004年3月13日・2005年1月12日、テレビ朝日）
  - 魅惑のイタリア横断旅 美味しくオシャレな不思議ツアー（2004年3月21日、テレビ朝日）
  - セレブな休日 ツアーじゃ教えない裏シンガポール!! （2005年9月11日・2006年2月4日、テレビ朝日）
- 大リーグ そこが知りたい!  徹底ガイド 究極の観戦術（2004年4月17日、NHK総合） - 司会
- あなたは信じられるか!?超マジック!奇跡の空間（2004年5月19日 - 2005年2月26日、テレビ朝日） - 司会
- これで円満!!男と女の血液型相談室（2004年9月1日・11月20日、テレビ朝日） - 司会
- おめでとう!日本列島（2005年1月1日・2006年1月1日、テレビ朝日） - 司会
- 春の最強すし祭り これぞ!最強の一貫（2005年4月12日、テレビ東京） - 司会
- 鳥越道場（2005年12月27日 - 2006年12月30日、テレビ東京）- 師範代
- クイズ ニッポンの未来!! 新社会人のための構造改革講座（2006年3月18日、テレビ東京） - 司会
- 夏祭りにっぽんの歌（2006年7月7日 - 2017年8月12日、テレビ東京） - 司会
- 金スペ! 「カラダ改善 キレイにヤセて美しく 全身若返り(秘)大作戦」（2006年9月15日、TBS） - 司会
- 全日本カラオケグランプリ（2006年12月17日 - 2008年12月14日、テレビ東京） - 司会
- 特命発信 TVのチカラ（2006年12月25日・2007年7月30日、テレビ朝日） - 司会
- 追悼・植木等さん（2007年4月1日、TBS） - 司会
- 青春フォーク2007スペシャル（2007年5月13日、テレビ東京） - 司会
- 中山秀征&タカアンドトシの人間バラエティ おばあちゃん家 スゴイぞ!ニッポンのおばあちゃん（2007年9月8日、テレビ朝日） - 司会
- 旭山動物園日記（2008年2月10日、北海道テレビ）- MC
- 知力 体力 家族の絆 日本列島大家族クイズ（2008年3月31日、日本テレビ） - 司会
- 特捜!まさかのルール（2008年5月18日 - 2009年4月4日、テレビ朝日） - 司会
- ハマる!動画ネタ王国（2008年10月4日 - 2010年9月22日、日本テレビ） - 司会
- 絆探して夫婦旅 これが世界の円満ルール（2008年12月26日、NHK総合） - 司会
- お笑い芸人伝説 ～新春ぶっちゃけの乱～（2009年1月2日、フジテレビ）- 司会
- バラエティーニュース キミハ・ブレイク 「志村けんだよ大集合!!コントとトーク大放出スペシャル!!」（2009年1月27日、TBS） - 進行
- BS永遠の音楽グループサウンズ大全集（2009年2月27日、NHK BS2） - MC
- 今甦る!巨泉・前武ゲバゲバ90分!（2009年4月19日、日本テレビ） - 司会
- レイトン教授のナゾトキ（2009年12月12日・2010年8月5日、TBS）- 教授
- 特命記者スペシャル2009（2009年12月25日、日本テレビ） - 司会
- 激☆王 〜芸能界 激熱王決定戦!〜（2010年1月9日・9月28日、フジテレビ） - MC
  - 激辛王（2011年12月24日、フジテレビ） - MC
- 世界1のSHOWタイム〜ギャラを決めるのはアナタ〜（2010年2月1日 - 2013年1月2日、日本テレビ）
- 体感!デジタルパワーがやって来る（2010年3月20日、NHK BShi） - 司会
- いよいよ開幕MLB2010 ″イチロー & 松井秀喜″ 大研究!（2010年4月4日、NHK BS1） - 司会
  - 徹底研究!MLB2011 いま注目の選手たち～オールスター直前スペシャル～（2011年7月11日、NHK BS1） - 司会
  - いよいよ開幕MLB2014 〜田中将大が挑む最高峰の戦い〜（2014年3月30日、NHK BS1） - 司会
- ディズニー・オン・アイス ミッキー&ミニーのファンタジーツアー 中山秀征がアナタを夢の世界へエスコート 日本公演25周年SP（2010年5月15日、日本テレビ）
- 超豪華!!スタア同窓会（2010年7月6日 - 2011年12月20日、日本テレビ） - 司会
- 日曜ビッグバラエティ（テレビ東京）
  - もう一度見たい! なつかし○○グランプリ ～あなたの青春はきっとこの中にある～（2010年11月21日・2011年6月26日） - 司会
  - 凄技★クラフトマン ～驚き材料で衝撃過ぎるぶっとび傑作77連発SP～（2020年1月19日） - MC
- THE パフォーマンス営業部（2011年1月8日・6月7日、フジテレビ） - MC
- サタデーバリューフィーバー→サンバリュ（日本テレビ）
  - ホントに知りたいアノ質問 バカなフリして聞いてみた（2011年2月12日） - 司会
  - 東京メモリーズ 〜あの時あの街であの仲間と〜（2014年2月9日）- MC
- ニッポン大女優伝説（2011年3月10日 - 2012年4月10日、TBS） - 司会
- 月曜プレミア! 「学べるカレンダー365 毎日が記念日」（2011年5月30日、テレビ東京） - 司会
- プレミア音楽祭（2011年7月1日 - 2013年7月14日、テレビ東京） - 司会
- ウヒャウヒャ健康TV（2011年7月7日、テレビ東京）- 司会
- MLB2011☆最終決戦 このチームが熱い!（2011年9月31日、NHK総合） - 司会
- ご意見番SHOW 正解言ってもいいですか!?（2011年10月7日、TBS） - 司会
- 金曜スーパープライム 「スタア追悼2011 天国への☆ラブレター」（2011年12月26日、日本テレビ） - 司会
- 我が家はネットごはん（2011年12月29日・2012年8月26日、NHK総合） - 司会
- 新春!日本の“お宝”大発掘!（2012年1月1日、NHK総合） - 司会
- ユメカカク 〜見積もりましょう〜（2012年1月4日、フジテレビ） - MC
- 芸能人ウワサの美人妻&自宅を解禁!夫婦の掟を大決定スペシャル（2012年3月7日、テレビ朝日） - MC
- スピード査定 カラクリマネー（2012年3月10日・9月18日、日本テレビ） - MC
- スーパー可視化SHOW（2012年7月11日、TBS） - MC
- 結婚できない司会者と嫁いる芸人たち（2012年9月21日 - 2013年10月10日、テレビ朝日）- 嫁いる芸人
  - ジュニアと田村淳のラブ婚&ダメ婚スペシャル!!（2014年1月14日・3月18日） - ラブ婚ゲスト
- 元祖!大食い王決定戦 炎の番外編!!（2012年12月23日・2015年12月27日、テレビ東京） - 司会
- アッシュクヒストリー ～2013年の国民の関心事を3分に圧縮!～（2013年1月5日、フジテレビ） - MC
- 子供に聞かせたい“お金儲け”の話をしよう。（2013年1月19日 - 11月16日、TBS） - MC
- 東大受験物語2013 ～悔し涙と歓喜の桜フブキ!合格の瞬間を見逃すなSP!～（2013年4月3日、日本テレビ） - 応援リーダー
- 日テレ系人気番組No.1決定戦（2013年4月7日 - 2015年10月4日、日本テレビ） - 審査員
- 最新人体ミステリー シンドロームX （2013年4月14日、TBS） - MC
- スパニチ!!「一日食堂!☆我が家の味☆」（2013年12月22日、TBS） - MC
- 昭和歌謡パレード（2014年1月10日 - 2017年、BSフジ） - MC
- 中山秀征の厳選!まるごとアカデミーSHOW!（2014年2月2日、BSスカパー!） - MC
- ローカルヒーローが行く!!日本まるわかりご当地クイズ（2014年5月18日、テレビ静岡） - MC
- 宝塚歌劇 華麗なる100年 〜スターが語る夢の世界〜 （2014年6月18日、NHK BSプレミアム） - MC
- 最恐映像ノンストップ（2014年8月13日 - 2020年8月26日、テレビ東京） - MC
- 世界!来るクールJAPAN ～ふるさと愛する有名人vs辛口外国人軍団～（2014年9月7日、TBS） - ツアー責任者・ふるさとセールスマン
- 水トク!「愛する母に贈る感謝状」（2014年11月26日、TBS） - 司会
- 国民アンケートクイズ リアル日本人!（2014年12月24日 - 2018年3月26日、NHK総合） - MC
- 健診!メディカルランド（2015年1月4日、フジテレビ） - MC
- 土曜プレミアム「TRUE STORY 家族が歩んだ涙の結末」（2015年1月31日、フジテレビ） - MC
- 一流がスゴイと認めた!超スゴイ人の秘密SP（2015年2月8日、日本テレビ） - MC
- 錦織圭を見逃すな!テニス ATPツアー放送開始スペシャル（2015年3月12日、NHK総合） - 司会
- 金曜プレミアム「奇跡のチカラの謎を解け!世界超常能力TV」（2015年10月9日・2016年5月27日、フジテレビ） - MC
- 奥さま1万人総選挙（2015年7月24日、フジテレビ） - MC
- 人類初 目撃!太陽系の秘境 冥王星&彗星 大冒険（2015年7月25日、NHK総合） - 司会
- 歌謡チャリティーコンサート（2015年10月2日、NHK総合） - 司会
- グサッとアカデミア 〜中山&林先生の女性に刺さる幸せ講義〜（2015年10月4日 - 2019年7月18日、日本テレビ） - 司会
- 東海テレビ感謝祭（2015年10月24日 - 2017年10月28日、東海テレビ） - 司会
- ATPテニスツアーファイナル直前特集 錦織圭 頂点への挑戦（2015年11月14日、NHK BS1） - キャスター
- ヒデ&ジュニアのニッポン超安全サミット 〜知って得する身近なキケン回避法教えます〜（2016年1月12日、フジテレビ） - MC
- 時代を飾った作詞家!今よみがえる昭和歌謡（2016年1月17日、BS朝日） - 司会
- 中山秀征の究極ハウス（2016年3月13日 - 2020年2月9日、九州朝日放送）- MC[75][76][77]
- こんな使い方あったのか!NHK for Schoolアワード（2016年3月30日 - 2019年3月29日、NHK Eテレ） - MC
- 今甦る!魅惑のムード歌謡スペシャル（2016年4月15日 - 2020年1月19日、BS-TBS） - 司会
- 潜入!ウワサの大家族スペシャル（2016年6月28日 - 2020年1月2日、フジテレビ）- 常連客
- ネクストブレイク 「内助の功バラエティ うちのダンナをどうかお願いします」（2016年11月12日、日本テレビ） - MC
- ごちそう列島!いただきシェフ（2017年1月4日、フジテレビ） - MC・審査員長
- 漫才演芸お笑い名人大集合スペシャル!（2017年5月14日、BS-TBS） - 司会
- スーパープレミアム「日本人が最も愛した男 石原裕次郎」（2017年6月24日、NHK BSプレミアム） - 司会
- 復活!プリンプリン物語 ～伝説の人形劇“ここがスゴイ!”～（2017年6月28日、NHK BSプレミアム） - 司会
- 7時だヲ!モンストラックアウト 目玉に玉をぶち当てろ!SP!（2017年10月13日、BSスカパー!） - MC
  - 歌詞再現カラオケバトル 激・モン楽祭（2018年3月9日・10日、BSスカパー!） - MC
- 日本縦断!ご当地ソングヒットパレード（2017年12月16日、BS-TBS） - 司会
- THE歌謡祭2017 ～昭和から平成に歌い継がれる流行り歌～（2017年12月23日、BS日テレ） - 司会
- いただきま～す里帰り!（2017年12月30日、フジテレビ） - MC
- 超実践! 発達障害 困りごととのつきあい方（2018年4月30日、NHK総合） - MC
- 土曜スペシャル「中山秀征の秘境路線バスの旅」（2018年9月15日 - 2022年5月21日、テレビ東京）
- にっぽん“新三大ご当地うどん”決定戦! ～全国のご当地うどんが大集合!!～（2018年11月23日、TVQ九州放送） - MC
- みんなの平成（2019年3月31日、BS-TBS） - 司会
- 里帰り代行します!（2021年5月16日・9月26日、TBS） - MC
- とどけ!勝負歌（2022年5月8日、BS松竹東急） - MC
- DAISUKI!（2022年8月3日・2023年10月21日、BS日テレ）
- ヒデちゃん・球児の高知で夏休み! パパやるね大作戦 （2022年8月5日、関西テレビ）
- ヒデちゃん九州2022 ～そろそろ未来の話をしよう～ （2022年12月24日、福岡放送） - MC
- 2人の結婚物語 それでは歌ってもらいまSHOW!（2023年1月7日、毎日放送） - 審査員
- 大分ふるさとCM大賞（2023年3月1日、大分朝日放送） - MC
- 日テレ系!!生番組の祭典 生デミー賞（2023年4月6日・10月5日、日本テレビ） - MC（10月5日のみ）
- 北陸新幹線 福井・敦賀開業記念特番 みんなのかがやき（2024年3月16日、福井放送） - MC
- 爆笑そっくりものまね紅白歌合戦スペシャル（2024年10月26日、フジテレビ） - スペシャル紅組MC
- 昭和100年スター例伝 お宝映像一挙公開!（2025年1月2日・5月28日、BS11） - MC
- 山陽新幹線全線開業50周年記念SP ヒデちゃん&ミッツ 沿線イチ推しを巡る旅（2025年3月8日、RSK山陽放送）
- 昭和・平成・令和の巨人ベストナイン ～最強選手の最強伝説～（2025年3月8日、BS日テレ） - MC
- 中山ホランの駅近セブンMAP（2025年3月29日、フジテレビ）
- THE 夜もヒッパレ（2025年5月24日、日本テレビ） - MC
- クイズ!国民一斉調査（2025年7月9日、日本テレビ）- チームリーダー

### ラジオ

#### 現在の出演番組
- 中山秀征の有楽町で逢いまSHOW（2012年4月 - 、ニッポン放送）
- 中山秀征の夕焼けウォンチュ！(2024年4月 - 、エフエム群馬)

#### 過去の出演番組
- 中山秀征のオスメスキス（1999年4月3日 - 9月25日、TOKYO FM）
- 中山秀征の愛してJAPAN（1999年10月2日 - 2007年3月31日、TOKYO FM）
- 志村けん・中山秀征の「い〜んでないの?!」（1999年10月8日 - 2002年3月25日、TBSラジオ）
- 中山秀征のskitch（2002年4月7日 - 10月6日、TBSラジオ）
- CUBE（2002年10月13日 - 2005年3月27日、TBSラジオ）
- 四番 なかやま（2005年4月9日 - 2007年3月31日、TBSラジオ）
- 中山秀征のBeautiful Japan（2007年4月7日 - 2010年3月27日、TOKYO FM）
- 中山秀征のJAPAN RHYTHM（2010年4月2日 - 2013年3月31日、TOKYO FM）
- 中山秀征のクイズイマジネーター（2019年4月4日 - 2022年3月31日、NHKラジオ第1放送）

### テレビドラマ
- 火曜サスペンス劇場「校内暴力殺人事件 狙われた女教師」（1982年4月20日、日本テレビ系列） - 香山さとる 役
- 高校聖夫婦（1983年、TBS系列）※エキストラ出演
- 青い瞳の聖ライフ（1984年、フジテレビ系列）
- ハーフポテトな俺たち（1985年、日本テレビ系列） - 主演・野村薫 役 ※初の主演作品
- 月曜ドラマランド（フジテレビ系列）
  - おそ松くん イヤミ・チビ太の板前一本勝負 - カラ松 役
  - ないしょのハーフムーン」（1987年2月16日） - 瀬里沢慎一 役
  - 前略・ミルクハウス（1987年8月3日） - 安原藤 役
- HEND24 1/2「CAESERS PALACE（シーザースパレス）」（1986年10月 - 1987年3月、日本テレビ） - 主演
- 瑠璃彩夢物語（るりいろるーじゅ）（1987年、日本テレビ系列） - 主演・夏目圭一 役
- 美少女学園（1987年 - 1988年、テレビ朝日系列）
- ときめきざかり（1988年、フジテレビ系列）
- ミスマッチ（1988年、テレビ朝日系列）
- 強力45（フジテレビ）
  - 熱いハートの声をきけ！（1988年12月106日）
  - トラ（1989年3月6日4）
- 季節はずれの海岸物語 砂浜のDESTINY（1988年1月3日、フジテレビ系列） - 勇次 役
  - 季節はずれの海岸物語 '89夏 Good by そして Good Luck（1989年8月25日） - 同上
- 華の別れ（1989年、東海テレビ制作・フジテレビ系列） - 真吾 役
- 抱きしめたい!'90（1990年、フジテレビ系列） - 片山リョウ 役
- 世界で一番君が好き!（1990年、フジテレビ系列） - 万吉の同僚 役
- DRAMADAS「4月4日に生まれて」(1990年6月2日、関西テレビ） - 主演
- 芸能社会（1990年、TBS系列） - 正志 役
- ドラマチック22「姉貴の恋人」（1990年11月10日、TBS）
- 東京ラブストーリー（1991年、フジテレビ系列） - 渡辺 役
- デパート!夏物語（1991年、TBS系列） - 国広晴彦 役
- 不思議な幻燈館 第十一幕「夢のバックステージ」（1991年6月11日、テレビ朝日）
- 映画みたいな恋したい（テレビ東京）
  - 恋しくて（1992年2月15日）
  - インディジョーンズ（1992年11月28日） - 主演
- 劇的空間（ドラマティック・スペース）「卒業」（1992年3月6日 - 27日、日本テレビ系列）
- 誰か教えて（1992年7月18日、フジテレビ）
- DAISUKIドラマ「クリスマスキャロルの頃には」（1992年12月19日、日本テレビ）
- ネオドラマ「寝た子に乾杯!」（1993年、テレビ朝日系列）
- 嘘つきは夫婦のはじまり（1993年、日本テレビ系列） - 友情出演
- ぽっかぽか（1994年、TBS） - 友情出演
- 静かなるドン（1994年10月 - 1995年3月、日本テレビ系列） - 主演・近藤静也 役
  - 静かなるドン リターンズ（1995年9月23日） - 同上
  - 静かなるドンFOREVER（1996年4月12日） - 同上
- 花嫁は16才!（1995年、テレビ朝日系列） - 主演・立花直人 役
- 木曜の怪談 MMR未確認飛行物体（1996年4月18日 - 9月19日、フジテレビ系列） - 主演・踝透 役
  - 木曜の怪談 MMR未確認飛行物体SPノストラダムスの大予言（1996年12月5日・12日） - 同上
- 恋愛前夜いちどだけ2　第三話「隣人愛」（1996年9月18日、日本テレビ） - 主演
- 別れたら好きな人（1999年、テレビ東京系列） - 細川要 役
- 「ミヤコ蝶々物語」〜いちずに生きた。わろうて、泣けた〜（2000年1月7日、テレビ東京系列） - 南都雄二 役
- 編集王（2000年、フジテレビ系列） - 青梅広道 役
- 世にも奇妙な物語 春の特別編「記憶リセット」（2000年3月27日、フジテレビ系列） - 辻村啓太 役
- 金田一少年の事件簿 速水玲香誘拐殺人事件（2001年8月25日、日本テレビ系列） - 特別出演
- 弟（2004年、テレビ朝日系列） - チャーリー・桜田 役
- 上を向いて歩こう〜坂本九物語〜（2005年8月21日、テレビ東京系列） - 岸部清 役
- プレミアムドラマ「人生、成り行き 天才落語家・立川談志 ここにあり」（後編）（2013年8月18日、NHK BSプレミアム） - 主演・立川談志 役
- 4号警備（2017年、NHK総合） - 原正 役

### 映画
- パンツの穴 花柄畑でインプット（1985年） - 脇田大介 役
- ワンルーム・ストーリー『ROOM No.1「あ・い・た・い」』（1991年） - 阿部孝 役 ※オムニバス作品
- あぶない刑事フォーエヴァー THE MOVIE（1998年） - 中村 役
- 笑顔の向こうに（2019年、テンダープロ / プレシディオ） ※特別出演
- ル・ジャルダンへようこそ（2024年10月11日〈予定〉、テンダープロ / 日本映画振興財団）※友情出演

### ビデオ
- ネイビー・ロック・ウォー 撃破せよ!（1990年12月21日、ビクターエンタテインメント、監督：泉谷しげる）
- ダンディとわたし（1991年2月1日、日本ビデオ映画、監督：神代雅喜） - 角巻圭一 役

### テレビアニメ
- 名探偵コナン（読売テレビ制作・日本テレビ系列、1997年4月28日） - 本人 役[78]、
  - 『TVおじゃマンボウ』の企画、声優として参加した。ちなみにその回では、中山が番組と同名の清掃会社の社長役を演じており、他に従業員役として藤井恒久、麻木久仁子、角田久美子が出演している。
- ヤッターマン 第39話（読売テレビ制作・日本テレビ系列、2009年4月26日） - 本人 役
  - 『おもいッきりDON!』の宣伝を兼ねて出演。
- シューイチ オリジナル短編アニメ（2012年10月28日、日本テレビ）
  - 009（島村ジョー）や003（フランソワーズ・アルヌール）と共演しており、009と同様の加速装置を発動させながら番組衣装を脱ぎ捨て、彼らと同様のサイボーグ姿となっている。

### 劇場アニメ
- それいけ!アンパンマン 人魚姫のなみだ（2000年7月29日、東京テアトル / メディアボックス） - オジャマンボウ 役

### CM
- ライオン『トップ』 - 妻の白城あやかと夫婦で出演
- サントリー『ビタミンウォーター』「てぃん呼吸」編（2007年） - 速水もこみちと共演
- ハウス食品『できたてづくり』「ふんわり親子丼」編 （2009年）
- ネスレ『ネスカフェ エクセラ』「エクセラで、ラテ!・strong」編（2011年） - レッド吉田・恵俊彰と共演
  - 『ネスカフェ バリスタ』（2011年） - 松本明子と共演
- サカゼン - イメージキャラクター（2012年） - 石塚英彦・イモトアヤコ・五十嵐隼士らと共演
- JR東日本「群馬プレデスティネーションキャンペーン」（2019年） - 井森美幸と共演（駅に掲示されるポスターの出演）
- ヨコオデイリーフーズ「こんにゃくパーク」（2019年4月 - ） - 2016年より同パークの「こんにゃく大使」を務めている

## ディスコグラフィ

### シングル
| #                  | 発売日             | タイトル                   | 面                 | 収録曲                     | 作詞               | 作曲               | 編曲               | 規格               | 規格品番           |
| キャニオンレコード | キャニオンレコード | キャニオンレコード         | キャニオンレコード | キャニオンレコード         | キャニオンレコード | キャニオンレコード | キャニオンレコード | キャニオンレコード | キャニオンレコード |
| ------------------ | ------------------ | -------------------------- | ------------------ | -------------------------- | ------------------ | ------------------ | ------------------ | ------------------ | ------------------ |
| 1st                | 1986年9月21日      | 明日にONE WAY              | A                  | 明日にONE WAY              | 秋元康             | 高橋研             | 鷺巣詩郎           | 7インチシングル    | 7A0641             |
| 1st                | 1986年9月21日      | 明日にONE WAY              | B                  | 背中越しのGood-Bye         | 高橋研             | 高橋研             | 鷺巣詩郎           | 7インチシングル    | 7A0641             |
| 2nd                | 1987年1月21日      | 星屑のエンジェル           | A                  | 星屑のエンジェル           | 八田雅弘           | 八田雅弘           | 佐藤準             | 7インチシングル    | 7A0677             |
| 2nd                | 1987年1月21日      | 星屑のエンジェル           | B                  | 俺たちのPAGE-ONE           | 及川眠子           | 松野大介           | 佐藤準             | 7インチシングル    | 7A0677             |
| ポリスター         |                    |                            |                    |                            |                    |                    |                    |                    |                    |
| 3rd                | 1993年9月26日      | はじけて流れた星屑みたいに | 1                  | はじけて流れた星屑みたいに | 及川眠子           | 谷本新             | 村松邦男           | 8cmCD              | PSDR-5027          |
| 3rd                | 1993年9月26日      | はじけて流れた星屑みたいに | 2                  | どんなにせつない夜も       | 及川眠子           | 多々納好夫         | 村松邦男           | 8cmCD              | PSDR-5027          |
| 4th                | 1994年5月25日      | 夏だ!                      | 1                  | 夏だ!                      | 沢ちひろ           | 熊谷憲康           | 村松邦男           | 8cmCD              | PSDR-5063          |
| 4th                | 1994年5月25日      | 夏だ!                      | 2                  | 夏の再会                   | 沢ちひろ           | 都志見隆           | 村松邦男           | 8cmCD              | PSDR-5063          |

### アルバム

#### スタジオ・アルバム
| #                  | 発売日             | アルバム           | 規格               | 規格品番           |
| キャニオンレコード | キャニオンレコード | キャニオンレコード | キャニオンレコード | キャニオンレコード |
| ------------------ | ------------------ | ------------------ | ------------------ | ------------------ |
| 1st                | 1987年2月21日      | 19 BOY STORY       | LP                 | C28A-0550          |
| 1st                | 1987年2月21日      | 19 BOY STORY       | CD                 | D32A-0269          |

#### カバー・アルバム
| #                                    | 発売日                               | アルバム                             | 規格                                 | 規格品番                             |
| ユニバーサルミュージック / ZEN MUSIC | ユニバーサルミュージック / ZEN MUSIC | ユニバーサルミュージック / ZEN MUSIC | ユニバーサルミュージック / ZEN MUSIC | ユニバーサルミュージック / ZEN MUSIC |
| ------------------------------------ | ------------------------------------ | ------------------------------------ | ------------------------------------ | ------------------------------------ |
| 1st                                  | 2017年8月2日                         | 50                                   | CD                                   | UPCH-2135                            |

### タイアップ一覧
| 使用年 | 曲名             | タイアップ                                                      | 収録作品                     |
| ------ | ---------------- | --------------------------------------------------------------- | ---------------------------- |
| 1986年 | 明日にONE WAY    | 毎日放送『4時ですよーだ』オープニングテーマ                     | シングル「明日にONE WAY」    |
| 1987年 | 星屑のエンジェル | フジサンケイグループ主催「国際スポーツフェア'87」イメージソング | シングル「星屑のエンジェル」 |

## DVD
- 中山秀征 ミラクルショットボウリング（2007年12月19日、Contents League / ビクターエンタテインメント）

## 書籍
- きっと愛だよ（1994年2月19日、ソニー・マガジンズ）ISBN 978-4-78970-870-8
- 中山秀征の写せっ！NakayamaPhotoStudio（1997年3月1日、フジテレビ出版）ISBN 978-4-59402-192-4 - 中山の冠番組本
- いばらない生き方 テレビタレントの仕事術（2024年5月22日、新潮社）ISBN 978-4-10355-641-1

### 写真集
- A&BEAT（エイトビート）（1985年7月25日発行、ワニブックス） - ABブラザーズとしての作品ISBN 978-4-84702-039-1
- 中山秀征 彼のセーター（1993年10月10日発行、ブティック社） - レディブティックシリーズNo.749ISBN 978-4-83470-749-6